# Vinnius buzius
Vinnius buzius är en spindelart som beskrevs av Braul, Lise 2002. Vinnius buzius ingår i släktet Vinnius och familjen hoppspindlar. Inga underarter finns listade i Catalogue of Life.